# Trinitatis Sogn (Fredericia)
 For alternative betydninger, se Trinitatis Sogn. (Se også artikler, som begynder med Trinitatis Sogn)
Trinitatis Sogn er et sogn i Fredericia Provsti (Haderslev Stift).
Trinitatis Sogn lå i Fredericia købstad, der blev grundlagt i 1650. Ullerup Sogn, som hørte til Elbo Herred i Vejle Amt, blev delvis nedlagt for at skabe plads til fæstningsbyen Fredericia. Landsbyerne Egum og Stovstrup blev lagt under Trinitatis Sogn. Ullerup Kirke og landsbyerne Ullerup, Hyby og Hannerup blev revet ned. Denne del af sognet blev til Fredericia Landsogn. Efter nedlæggelsen af Ullerup Sogn blev Vejlby Sogn anneks til Trinitatis Sogn indtil 1901.
I 1800-tallet blev Fredericia Landsogn en selvstændig sognekommune. Den hørte administrativt til Elbo Herred, som købstaden kun geografisk hørte til. Ved kommunalreformen i 1970 indgik Fredericia købstad og Ullerup landsogn (Fredericia landdistrikt) i Fredericia Kommune. 
Christians Sogn (Fredericia), der blev oprettet i 1949 efter at Christianskirken (Fredericia) var opført i 1931, blev udskilt fra Trinitatis Sogn  og Sankt Michaelis Sogn, der også lå i Fredericia købstad.
I Trinitatis Sogn ligger Trinitatis Kirke, som blev opført i 1655 og ombygget i 1689-90.
I sognet findes følgende autoriserede stednavne:
- Egum (bebyggelse, ejerlav)
- Hyby Lund (bebyggelse)
- Skanseodde (areal)
- Sønderbygård (landbrugsejendom)